# 古拉卡爾瓦里亞
古拉卡爾瓦里亞（波蘭語：Góra Kalwaria）是波蘭的城鎮，位於該國東部，距離首都華沙約25公里，由馬佐夫舍省負責管轄，面積13.72平方公里，始建於十三世紀，2006年人口11,130。

## 外部連結

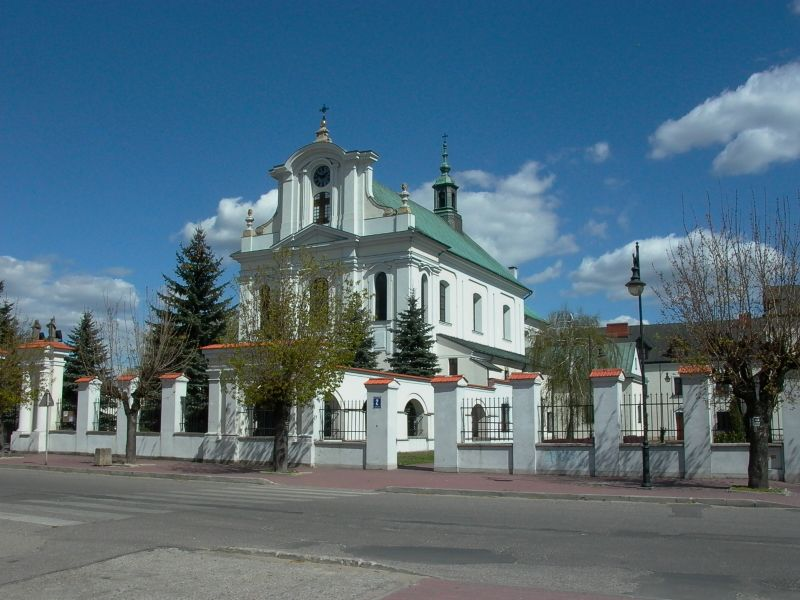

- Miasto i gmina Góra Kalwaria （页面存档备份，存于）
- Jewish Community in Góra Kalwaria （页面存档备份，存于） on Virtual Shtetl

51°59′N 21°14′E / 51.983°N 21.233°E